# 懲役三兄弟
『懲役三兄弟』（ちょうえきさんきょうだい）は、1969年5月3日に公開された日本映画。主演：高倉健、監督：佐伯清、製作：東映。

## 解説
腕と度胸が売りものの愚連隊・菅原文太が、三国人暴力団の無法を叩くためムショ仲間（待田京介・葉山良二）と義兄弟の契りを交し、3人が大組織を相手大博徒一家組長・若山富三郎、流れ者の高倉健とともに凄絶な斗いを展開してゆく。敗戦間もない横浜を背景に、義理と仁義に命をかけた男たちの血なまぐさい生き様を描き出した任侠作品。日本では1969年5月3日に公開された。

## スタッフ
- 監督：佐伯清
- 企画：俊藤浩滋、日下部五朗、佐藤雅夫
- 脚本：石松愛弘
- 撮影：鈴木重平
- 照明：金子凱美
- 録音：中山茂三
- 美術：石原昭
- 音楽：小川寛興
- 編集：堀池幸三
- 助監督：志村正浩
- 記録：矢部はつ子
- 装置：稲田源兵衛
- 装飾：山田久司
- 美粧：佐々木義一
- 結髪：妹尾茂子
- 衣裳：松田孝
- 擬斗：上野隆三
- 進行主任：渡辺操

## 出演
- 陣野勇次郎：高倉健
- 矢口辰夫：菅原文太
- 団七：待田京介
- 政吉：葉山良二（日活）
- 松井：水島道太郎
- 小花：八代万智子
- 揚仁政：天津敏
- 揚：遠藤辰雄
- 矢島：高宮敬二
- 仁王：八名信夫
- 三太：広瀬義宣
- 陣：汐路章
- 少女：桃山みつる
- スミ子：時美沙
- 所長：中村錦司
- 宋：林彰太郎
- 大沢：堀正夫
- 友田：丘路千
- 子分：有馬宏治
- 住人：東竜子
- さよ：小山陽子
- ゴロー：唐沢民賢
- 安：五十嵐義弘
- 子分：西田良
- 中年男：那須伸太朗
- 蒋：志賀勝
- 親分：遠山金次郎、浪花五郎
- 囚人：阿波地大輔
- 政吉の妻：島田洋子
- 住人：蓑和田良太
- 親分：森島欣作
- 店主：島田秀雄
- 中年男：大城泰
- 住人：疋田泰盛
- 用心棒：藤本秀夫
- 陣野の息子：赤松志乃武
- 中盆：白川浩三郎
- 子分：大月正太郎、西山清孝、藤沢徹夫
- 林：八尋洋
- 除：江上正伍
- 住人：星野美恵子、丸平峰子、山田みどり
- 大和久治助：若山富三郎（特別出演）
- 以下ノンクレジット
- 東洋会子分：藤長照夫、畑中伶一、平沢彰、福本清三、矢部義章、池田謙治、小峰一男
- 大和久の若衆：森源太郎

## 映像ソフト
1987年8月14日に東映ビデオからビデオソフト（VHS）化されたが廃盤、2017年5月10日にDVDが発売された。